# Mastax sudanica
Mastax sudanica é uma espécie de carabídeo da tribo Brachinini, com distribuição no Chade e Sudão.